# Beniamin Sobaniec
Beniamin Sobaniec (ur. 12 września 1990 w Wadowicach) – polski piosenkarz, autor tekstów i kompozytor.

## Kariera muzyczna
W 2010 roku założył w Andrychowie formację Roots Rockets. Razem z zespołem nagrał dwie świetnie przyjęte płyty: „RRewolucja” (2013 r.) i „Marsala 2.0.1.5.” (2015 r.)
Zespół wziął udział w wielu konkursach, w których wielokrotnie zwyciężył, m.in. Laureat I miejsca konkursu Młodych Talentów im. Ryszarda Sarbaka na Festiwalu Reggae na piaskach 2013, zwycięzca I edycji Festiwalu Nowe Spojrzenie w Bydgoszczy 2012, zwycięzca II edycji Festiwalu Treffowisko w Nowym Sączu 2011, Laureat I miejsca na festiwalu Hej Fest 2016.
W 2013 roku wziął udział w programie Must Be The Music. Tylko Muzyka, gdzie dotarł do półfinału programu. W 2016 roku powtórnie razem z Roots Rockets wziął udział w programie dostając się do finału. Jego sceniczna charyzma i wokal został doceniony przez jurorów i publiczność. Po udziale w programie odbył wspólną trasę koncertową z Kamilem Bednarkiem, supportując jego zespół. Wystąpił na festiwalach: Przystanek Woodstock, Jarocin Festival, Ostróda Reggae Festival.
W 2017 roku podjął decyzję o zakończeniu współpracy z zespołem Roots Rockets. Wydał album zatytułowany „Zatrzymać czas” pod pseudonimem Beniamin. Na płycie gościnnie wystąpił Gutek i Junior Stress.
W 2020 roku podjął decyzję o rozpoczęciu kariery solowej.
28 września 2021 roku premierę miał jego pierwszy solowy singiel pt. „Unoszę się”, którego producentem i współautorem jest Grzegorz Skawiński.